# 24 février aux Jeux olympiques d'hiver de 2018
Pour un article plus général, voir Jeux olympiques d'hiver de 2018.
Le samedi 24 février aux Jeux olympiques d'hiver de 2018 est le dix-septième jour de compétition et le quinzième jour avec des médailles décernées.  

## Programme
| Heure UTC+9 (Pyeongchang)                     |               |
| bleu                                          | Cérémonie     |
| neutre                                        | Épreuve       |
| or                                            | Finale        |
| orange                                        | Petite finale |
| rose                                          | Reporté       |
| gris                                          | Annulé        |
| Compétition masculine                         | Hommes        |
| Compétition féminine                          | Femmes        |
| Compétition mixte (hommes et femmes mélangés) | Mixte         |
| Compétition en couple (1 homme et 1 femme)    | Couple        |
| modifier                                      |               |

| Horaire | Discipline Spécialité | Discipline Spécialité                  | Discipline Spécialité                         | Phase          | Résultats                                                | Références |
| ------- | --------------------- | -------------------------------------- | --------------------------------------------- | -------------- | -------------------------------------------------------- | ---------- |
| 09 h 30 |                       | Bobsleigh Bob à quatre                 | Compétition hommes                            | Manches 1 et 2 | -                                                        | -          |
| 10 h 00 |                       | Snowboard Big air                      | Compétition hommes                            | Finale         | Sébastien Toutant · Kyle Mack · Billy Morgan             | -          |
| 11 h 00 |                       | Ski alpin Slalom parallèle par équipes | Compétition mixte (hommes et femmes ensemble) | Finale         | Suisse · Autriche · Norvège                              | -          |
| 12 h 00 |                       | Snowboard Slalom géant parallèle       | Compétition hommes                            | Finale         | Nevin Galmarini · Lee Sang-ho · Žan Košir                | -          |
| 12 h 00 |                       | Snowboard Slalom géant parallèle       | Compétition femmes                            | Finale         | Ester Ledecká · Selina Jörg · Ramona Theresia Hofmeister | -          |
| 14 h 00 |                       | Ski de fond 50 km départ groupé        | Compétition hommes                            | Finale         | Iivo Niskanen · Alexander Bolshunov · Andrey Larkov      | -          |
| 15 h 35 |                       | Curling Tournoi masculin               | Compétition hommes                            | Finale         | 7-10                                                     | -          |
| 20 h 00 |                       | Patinage de vitesse Mass Start         | Compétition hommes                            | Finale         | Lee Seung-hoon · Bart Swings · Koen Verweij              | -          |
| 20 h 00 |                       | Patinage de vitesse Mass Start         | Compétition femmes                            | Finale         | Nana Takagi · Kim Bo-reum · Irene Schouten               | -          |
| 20 h 05 |                       | Curling Tournoi féminin                | Compétition femmes                            | Petite finale  | 3-5                                                      | -          |
| 21 h 10 |                       | Hockey sur glace Tournoi masculin      | Compétition hommes                            | Petite finale  | 4-6                                                      | -          |

## Tableau des médailles provisoire
- Pays organisateur (Corée du Sud)

| Rang  | Nation                        | Or                                                              | Argent                                                                  | Bronze                                                                    | Total |
| ----- | ----------------------------- | --------------------------------------------------------------- | ----------------------------------------------------------------------- | ------------------------------------------------------------------------- | ----- |
| 1     | Suisse                        | Médaille d'or, Jeux olympiques · Médaille d'or, Jeux olympiques |                                                                         |                                                                           | 2     |
| 2     | Corée du Sud                  | Médaille d'or, Jeux olympiques                                  | Médaille d'argent, Jeux olympiques · Médaille d'argent, Jeux olympiques |                                                                           | 3     |
| 3     | États-Unis                    | Médaille d'or, Jeux olympiques                                  | Médaille d'argent, Jeux olympiques                                      |                                                                           | 2     |
| 4     | Canada                        | Médaille d'or, Jeux olympiques                                  |                                                                         | Médaille de bronze, Jeux olympiques                                       | 2     |
| 4     | Japon                         | Médaille d'or, Jeux olympiques                                  |                                                                         | Médaille de bronze, Jeux olympiques                                       | 2     |
| 6     | République tchèque            | Médaille d'or, Jeux olympiques                                  |                                                                         |                                                                           | 1     |
| 6     | Finlande                      | Médaille d'or, Jeux olympiques                                  |                                                                         |                                                                           | 1     |
| 8     | Allemagne                     |                                                                 | Médaille d'argent, Jeux olympiques                                      | Médaille de bronze, Jeux olympiques                                       | 2     |
| 8     | Athlètes olympiques de Russie |                                                                 | Médaille d'argent, Jeux olympiques                                      | Médaille de bronze, Jeux olympiques                                       | 2     |
| 10    | Autriche                      |                                                                 | Médaille d'argent, Jeux olympiques                                      |                                                                           | 1     |
| 10    | Suède                         |                                                                 | Médaille d'argent, Jeux olympiques                                      |                                                                           | 1     |
| 10    | Belgique                      |                                                                 | Médaille d'argent, Jeux olympiques                                      |                                                                           | 1     |
| 13    | Pays-Bas                      |                                                                 |                                                                         | Médaille de bronze, Jeux olympiques · Médaille de bronze, Jeux olympiques | 2     |
| 14    | Grande-Bretagne               |                                                                 |                                                                         | Médaille de bronze, Jeux olympiques                                       | 1     |
| 14    | Norvège                       |                                                                 |                                                                         | Médaille de bronze, Jeux olympiques                                       | 1     |
| 14    | Slovénie                      |                                                                 |                                                                         | Médaille de bronze, Jeux olympiques                                       | 1     |
| Total | Total                         | 8                                                               | 8                                                                       | 9                                                                         | 25    |

| Rang  | Nation                        | Or | Argent | Bronze | Total |
| ----- | ----------------------------- | -- | ------ | ------ | ----- |
| 1     | Norvège                       | 13 | 14     | 11     | 38    |
| 2     | Allemagne                     | 13 | 8      | 7      | 28    |
| 3     | Canada                        | 11 | 8      | 10     | 29    |
| 4     | États-Unis                    | 9  | 8      | 6      | 23    |
| 5     | Pays-Bas                      | 8  | 6      | 6      | 20    |
| 6     | Suède                         | 6  | 6      | 0      | 12    |
| 7     | Corée du Sud                  | 5  | 6      | 4      | 15    |
| 7     | Suisse                        | 5  | 6      | 4      | 15    |
| 9     | France                        | 5  | 4      | 6      | 15    |
| 10    | Autriche                      | 5  | 3      | 6      | 14    |
| 11    | Japon                         | 4  | 5      | 4      | 13    |
| 12    | Italie                        | 3  | 2      | 5      | 10    |
| 13    | République tchèque            | 2  | 2      | 3      | 7     |
| 14    | Biélorussie                   | 2  | 1      | 0      | 3     |
| 15    | Athlètes olympiques de Russie | 1  | 6      | 9      | 16    |
| 16    | Chine                         | 1  | 6      | 2      | 9     |
| 17    | Slovaquie                     | 1  | 2      | 0      | 3     |
| 18    | Finlande                      | 1  | 0      | 4      | 5     |
| 18    | Grande-Bretagne               | 1  | 0      | 4      | 5     |
| 20    | Pologne                       | 1  | 0      | 1      | 2     |
| 20    | Ukraine                       | 1  | 0      | 0      | 1     |
| 22    | Hongrie                       | 1  | 0      | 0      | 1     |
| 23    | Australie                     | 0  | 2      | 1      | 3     |
| 24    | Slovénie                      | 0  | 1      | 1      | 2     |
| 25    | Belgique                      | 0  | 1      | 0      | 1     |
| 26    | Espagne                       | 0  | 0      | 2      | 2     |
| 26    | Nouvelle-Zélande              | 0  | 0      | 2      | 2     |
| 28    | Kazakhstan                    | 0  | 0      | 1      | 1     |
| 28    | Lettonie                      | 0  | 0      | 1      | 1     |
| 28    | Liechtenstein                 | 0  | 0      | 1      | 1     |
| Total | Total                         | 99 | 97     | 101    | 297   |